# 涅爾琴斯克區

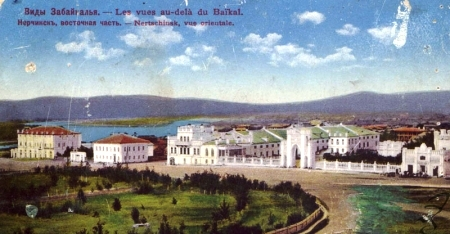

51°58′19″N 116°34′08″E / 51.972°N 116.569°E
涅爾琴斯克區（俄语：Нерчинский район），是俄羅斯的一個區，位於該國東部，由外貝加爾邊疆區負責管轄，始建於1926年1月4日，面積5,500平方公里，2010年人口28,455，人口密度每平方公里5.17人。